# Boris Ponge
Pour les articles homonymes, voir Ponge.
Boris Ponge, né le 3 juin 1985 à Alès, est un footballeur français.

## Biographie
Formé à l'Olympique lyonnais, Ponge passe six saisons au sein du club rhodanien. Il deviendra international  U16 et U19 en obtenant 4 sélections. Lors de sa dernière saison, il dispute vingt-neuf rencontres et inscrit un but lors de la saison 2004-2005. Non conservé après son contrat stagiaire, il signe avec l'équipe professionnelle du Dijon FCO où il joue une vingtaine de matchs en deux saisons, devant se contenter d'un rôle de doublure.
Il est prêté au Clermont Foot 63, évoluant en National, le 29 janvier 2007, et dispute la seconde partie de la saison 2006-2007. Les clermontois deviennent champions de National et montent en Ligue 2. Après cela, Boris Ponge décide de résilier son contrat avec Dijon pour signer un contrat d'un an assorti d'une année supplémentaire en cas de maintien avec Clermont. Cependant, il doit également se contenter d'un rôle de second, ne jouant que treize matchs lors de cette saison qui voit Clermont finir à une honorable cinquième place. 
Malgré l'option, le défenseur décide de quitter le club, s'engageant avec l'AS Beauvais et retournant en National. Il fait deux saisons pleines avant de s'engager au Football Club de Martigues, évoluant en CFA. Il ne reste qu'une saison à cet échelon, le FC Martigues montant en National, profitant de multiples rétrogradations administratives. Néanmoins, l'équipe n'arrive pas à se maintenir et redescend en CFA dès la fin de la saison 2011-2012.
Boris Ponge décide de revenir, en 2012, au sein de sa ville natale et intègre les rangs de l'Olympique d'Alès en Cévennes.
Depuis 2021, il est suppléant de Marc Larroque, conseiller départemental pour le canton de Sommières.

## Palmarès
- Champion de France de National en 2007 avec le Clermont Foot 63.
- Champion de Division Honneur (sixième division) de la Ligue du Languedoc-Roussillon de football en 2013 avec l'Olympique d'Alès en Cévennes.